# Женева Робертсон-Дворет
Женева Робертсон-Дворет (англ. Geneva Robertson-Dworet; 8 травня 1985) — американська сценаристка.

## Життєпис
У 2007 році Робертсон-Дворет закінчила Гарвардський коледж, де писала для гумористичного журналу The Harvard Lampoon під час свого перебування в коледжі. Одружена зі сценаристом Хейсом Девенпортом.

## Кар'єра
У 2015 році Робертсон-Дворет була найнята переписати сценарій фільму «Розкрадачка гробниць: Лара Крофт» (2018) режисера Роара Утхауга і з Алісією Вікандер у головній ролі. В серпні 2017 вона стала співсценаристкрю фільму Marvel Studios «Капітан Марвел». Також вона переписувала «Сирен Готему» кіновсесвіту DC, а також пише сценарії до сиквелу картини «Шерлок Холмс: Гра тіней», нової адаптації рольової гри Dungeons & Dragons і екранізації роману Енді Вейра «Артеміда (роман)#Екранізація».
Спочатку планувалося, що Робертсон-Дворет буде співавторкою «Сілвер і Блек» — фільму Sony про Чорну кішку і Срібного соболя — разом з Ліндсі Бір, але фільм видалили з виробничого графіка Sony, і майбутнє проєкту залишается незрозумілим.

## Фільмографія
| Рік  | Фільм                            | Режисер(и)             | Примітки                                                                                                  |
| ---- | -------------------------------- | ---------------------- | --- |
| 2018 | Розкрадачка гробниць: Лара Крофт | Роар Утхауг            | Співавторка з Алістером Сіддоном та Еваном Догерті                                                        |
| 2019 | Капітан Марвел                   | Анна Боден і Раян Флек | Постпродукція Співавторка з Мег Лефов, Ніколь Перлман, Ліз Флаве, Карлі Менш, Анною Боден і Раяном Флеком |
| 2024 | Фолаут                           | Джонатан Нолан та інші | Шоуранер і виконавчий продюсер                                                                            |
| TBA  | Артеміда                         |                        | |